# Bangun Jaya (Bermani Ulu Raya)
Bangun Jaya is een bestuurslaag in het regentschap Rejang Lebong van de provincie Bengkulu, Indonesië. Bangun Jaya telt 834 inwoners (volkstelling 2010).